# Interne Vertreibung

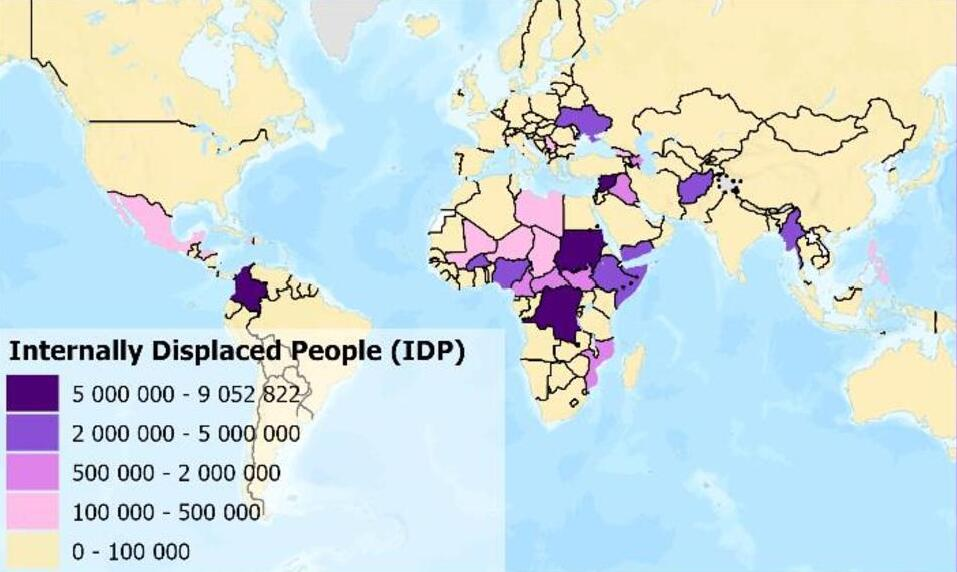
Anzahl von Binnenvertriebenen weltweit nach Land (2023)

Intern Vertriebene, auch Binnenvertriebene oder Binnenflüchtlinge (aus dem Englischen internally displaced people/IDPs), sind Personen, die gewaltsam aus ihrer angestammten und rechtmäßigen Heimat vertrieben wurden, bei ihrer Flucht – im Unterschied zu Flüchtlingen im rechtlichen Sinn – keine Staatsgrenze überschritten haben und im eigenen Land verblieben sind. Gründe für diese interne Vertreibung sind bewaffnete Konflikte, Gewalt, Menschenrechtsverletzungen und Naturkatastrophen.

## Rechtsstellung und Situation
Status und Schutz von Binnenvertriebenen sind völkerrechtlich nicht klar geregelt. Die Genfer Flüchtlingskonvention, die die völkerrechtliche Grundlage für den Schutz politisch Verfolgter bildet, erstreckt sich nicht auf Binnenflüchtlinge. Es gibt auch keine andere internationale Konvention zum Schutz der intern Vertriebenen, keine internationale Organisation (wie das UNHCR für Flüchtlinge) mit einem klaren UN-Mandat zu ihrem Schutz und auch keine rechtliche Definition des Begriffs. Die Leitlinien des UN-Sonderbeauftragten zum Schutz der Menschenrechte Intern Vertriebener stellen einen internationalen Standard zum Schutz und zur Unterstützung der Betroffenen dar und werden von vielen Hilfsorganisationen und Regierungen respektiert, sind jedoch nicht im Sinne internationalen Rechts verbindlich.
Das UNHCR setzt sich auf Anfrage der betreffenden Regierung oder der UN-Generalversammlung auch für den Schutz von Binnenvertriebenen ein.
In Afrika gibt es die am 6. Dezember 2012 in Kraft getretene, verbindliche Kampala-Konvention, die in ihrer Definition von Binnenvertriebenen mit den Leitlinien der Vereinten Nationen übereinstimmt.
Manche Binnenvertriebene leben in Lagern, andere in städtischen Slums oder auch in der freien Natur. Oft verbleiben sie dabei innerhalb oder in der Nähe eines Konfliktgebietes. Damit ist ihre Sicherheitslage schlechter als diejenige von Flüchtlingen und internationale Organisationen haben größere Schwierigkeiten, sie zu unterstützen. Während Anfang der 2010er Jahre die meisten Binnenvertriebenen in Lagern in ländlichen Gebieten lebten, lebten Ende 2019 doppelt soviele in städtischen oder halbstädtischen Gebieten wie in ländlichen.

## Vertreibungsgründe

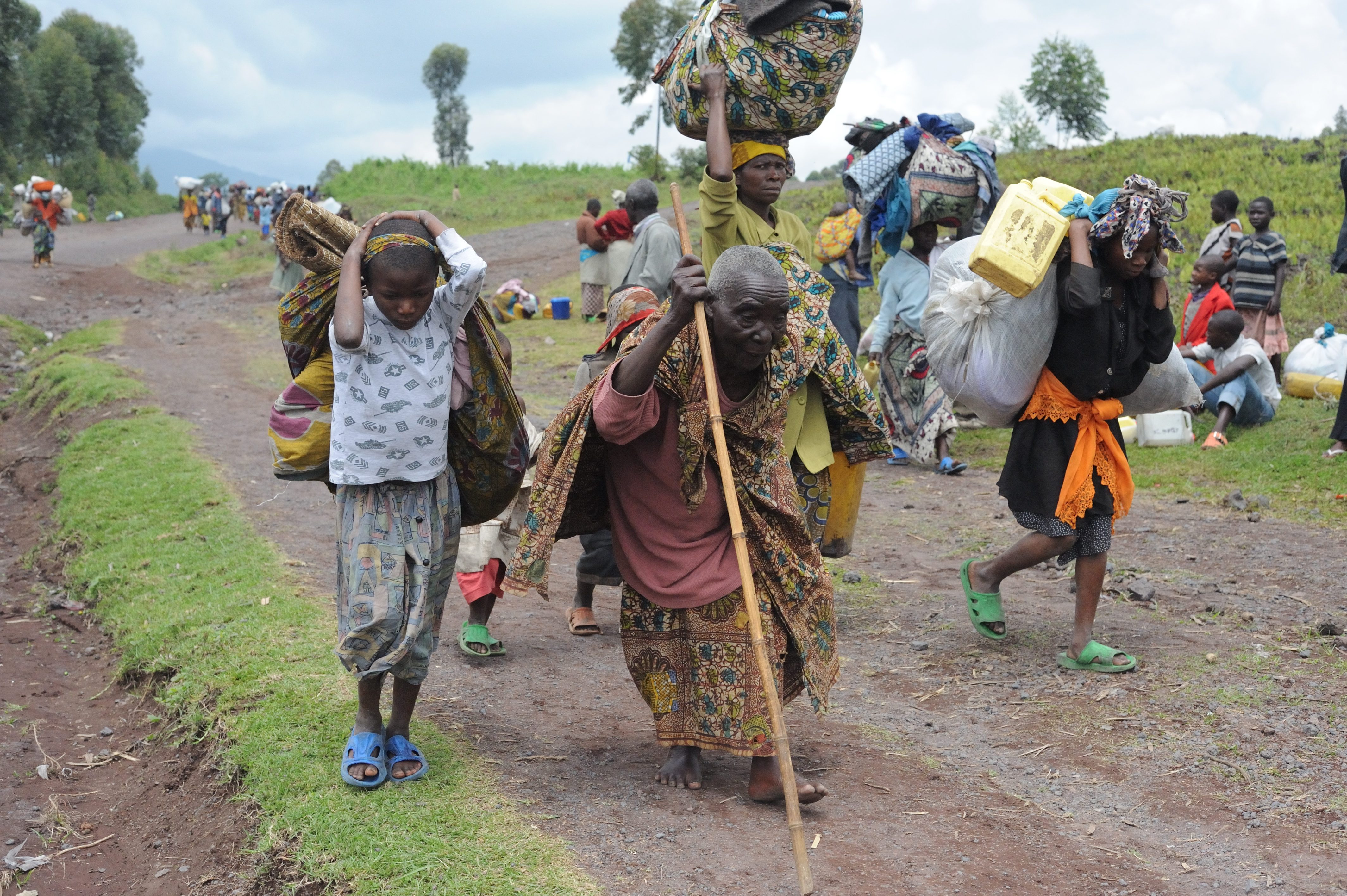
Dorfbewohner nach Schüssen auf der Flucht nach Goma während des Dritten Kongokiregs im Jahr 2008

Gewaltsame Vertreibungen werden aus verschiedenen Gründen und von diversen Akteuren durchgeführt. Der wichtigste Grund für interne Vertreibung sind bewaffnete Konflikte, bei denen die Zivilbevölkerung zwischen die Fronten der sich bekämpfenden Parteien gerät. Zum Teil wird Vertreibung auch gezielt als Mittel eingesetzt, um Angehörige bestimmter ethnischer oder religiöser Gruppen oder tatsächliche oder angebliche politische Gegner aus einem Gebiet zu entfernen, wie es etwa in Myanmar/Burma (vgl. Bewaffnete Konflikte in Myanmar), Kenia nach den Wahlen 2007 und Irak geschah. Insbesondere in Kolumbien wurden Menschen durch paramilitärische Gruppen oder durch linke Guerilla vertrieben, um ihr Land zu rauben und es für den Anbau von Drogen zu nutzen oder Großinvestoren der Agrarindustrie zugänglich zu machen. Auch in Honduras, Guatemala und El Salvador sind organisierte Kriminalität im Zusammenhang mit Drogenhandel und Bandenaktivitäten Ursachen für interne Vertreibung.
Neben Konflikten verursachen auch Naturkatastrophen wie Überschwemmungen und Erdbeben interne Vertreibungen, die Hunderttausende oder sogar Millionen Menschen betreffen können. Jüngere Beispiele sind die Überschwemmungskatastrophe in Pakistan 2022, die Überschwemmungen am Horn von Afrika 2023 und das Erdbeben in der Türkei und Syrien 2023. Durch die globale Erwärmung werden extreme Wetterereignisse häufiger, die zudem eine höhere Intensität aufweisen.

## Entwicklung in Zahlen
Die Zahl der Binnenflüchtlinge weltweit wurde 1998 auf rund 20 Millionen geschätzt. Seitdem stieg sie bis Ende 2024 auf 83,4 Millionen. Die Weltregion mit den meisten Binnenvertriebenen ist Subsahara-Afrika mit allein 38,8 Millionen.
| Jahr | Subsahara-Afrika | Nordafrika und Naher Osten | Ostasien und Pazifik | Südasien | Amerika  | Europa und Zentralasien |
| ---- | ---------------- | -------------------------- | -------------------- | -------- | -------- | ----------------------- |
| 2013 | 12,4 Mio.        | 9,1 Mio.                   | 0,9 Mio.             | 2,5 Mio. | 6,3 Mio. | 2,2 Mio.                |
| 2014 | 11,4 Mio.        | 11,9 Mio.                  | 0,9 Mio.             | 4,1 Mio. | 6,8 Mio. | 2,9 Mio.                |
| 2015 | 11,9 Mio.        | 13,1 Mio.                  | 0,8 Mio.             | 3,8 Mio. | 7 Mio.   | 3,9 Mio.                |
| 2016 | 12,2 Mio.        | 11,9 Mio.                  | 0,8 Mio.             | 3 Mio.   | 8,1 Mio. | 4 Mio.                  |
| 2017 | 14 Mio.          | 11,9 Mio.                  | 1,1 Mio.             | 2,8 Mio. | 7,3 Mio. | 3,2 Mio.                |
| 2018 | 16,5 Mio.        | 10,8 Mio.                  | 0,8 Mio.             | 3,7 Mio. | 6,6 Mio. | 3,2 Mio.                |
| 2019 | 21 Mio.          | 12,5 Mio.                  | 1,6 Mio.             | 5,9 Mio. | 6,6 Mio. | 3,2 Mio.                |
| 2020 | 24,1 Mio.        | 12,1 Mio.                  | 1,5 Mio.             | 7,8 Mio. | 6,2 Mio. | 3,3 Mio.                |
| 2021 | 27,3 Mio.        | 12,4 Mio.                  | 2,8 Mio.             | 6,9 Mio. | 6,6 Mio. | 3,3 Mio.                |
| 2022 | 31,7 Mio.        | 12,8 Mio.                  | 2,6 Mio.             | 8,8 Mio. | 6,7 Mio. | 8,6 Mio.                |
| 2023 | 34,8 Mio.        | 15,3 Mio.                  | 4,2 Mio.             | 8,2 Mio. | 6,3 Mio. | 7,2 Mio.                |
| 2024 | 38,8 Mio.        | 16,6 Mio.                  | 5,2 Mio.             | 7,1 Mio. | 9,7 Mio. | 5,9 Mio.                |

| Anzahl der Binnenvertriebenen nach IDMC | Anzahl der Binnenvertreibungen (auch mehrfache Bewegungen) durch Gewalt und Konflikte (lila) und Katastrophen (grün) nach IDMC |
|                                         | |

### 2014
2014 lag die Zahl der weltweiten Binnenflüchtlinge bei rund 38 Millionen.

### 2018
Ende des Jahres 2018 lebten 41,3 Millionen Menschen in 55 Ländern aufgrund von Gewalt und Konflikten als Binnenflüchtlinge. Insgesamt wurden 2018 in 148 Ländern zusammengerechnet 28 Millionen neue Binnenvetreibungen aufgrund von Konflikten und Katastrophen verzeichnet und damit ein neuer Höchststand. Äthiopien, die Demokratische Republik Kongo und Syrien machten mehr als die Hälfte der durch Konflikte und Gewalt vertriebenen Menschen aus.

### 2019
Das Internal Displacement Monitoring Centre (IDMC) in Genf schätzte in ihrem Jahresbericht 2020 die Zahl intern Vertriebener Ende 2019 auf 50,8 Millionen, so viele wie nie seit Beginn der Berechnungen. Das waren 12,8 Millionen mehr als 2015.
Die dramatischste Entwicklung durchlebten solche Staaten wie Syrien mit 5,6 Millionen Binnenvertriebenen und die Demokratische Republik Kongo mit 5,5 Millionen Binnenvertriebenen. Die DR Kongo verzeichnete etwa 1,9 Millionen neue Binnenvertreibungen, darunter 1,8 Millionen aufgrund von Gewalt und Konflikten. Kämpfe zwischen Militär und bewaffneten Gruppen in den Territorien Lubero und Rutshuru der Provinz Nord-Kivu trieben etwa 520.000 Menschen in die Flucht. Nach der DR Kongo verzeichnete in Subsahara-Afrika Äthiopien die meisten neuen Binnenvertreibungen, jedoch mit rund 1,6 Millionen deutlich weniger als im Vorjahr mit 2,9 Millionen. Mosambik trafen 2019 die Zyklone Idai im März und Kenneth einen Monat später, die Hunderttausende vertrieben (640.000 bzw. 45.000). Bis Ende des Jahres blieben noch etwa 132.000 von ihnen binnenvertrieben.

### 2020
Das IDMC berichtete von 55 Millionen intern Vertriebenen zum Ende des Jahres 2020. Darunter wurden 48 Millionen in 59 Ländern durch Gewalt und Konflikte vertrieben. Die meisten Binnvertreibungen gab es in Subsahara-Afrika und dem Mittleren Osten. Die höchsten Zahlen an internen Vertriebenen zm Ende des Jahres wurden in Syrien (6,6 Mio.), der DR Kongo (5,3 Mio.), Kolumbien (4,9 Mio.), Jemen (3,6 Mio.) und Somalia (3,0 Mio.) verzeichnet. Tropische Wirbelstürme, Monsunregen und Überschwemmungen verursachten insbesondere in Ost- und Südasien und dem Pazifik Binnenvertreibungen. Im Mai wurden wegen Zyklon Amphan fast fünf Millionen Menschen in Bangladesch, Indien, Myanmar und Bhutan evakuiert. Der Monsun vertrieb ab Juni insbesondere in Bangladesch zahlreiche Menschen. In Mittelamerika, das von der bis dahin aktivsten Atlantische Hurrikansaison betroffen war, kam es in Guatemala, Honduras und Nicaragua zu Rekordzahlen an Binnenvertriebenen. Auch Konflikte und Gewalt vertrieben in Amerika rund 238.000 Menschen, darunter insbesondere in El Salvador, Kolumbien, Mexiko und Haiti. In Europa und Zentralasien waren es rund 85.000, die vor allem auf den Krieg um Bergkarabach zurückzuführen waren. Katastrophen wie zum Beispiel Extremwetterereignisse führten in der Region dagegen zu 234.000 Binnenvertreibungen und waren damit auf dem bis dahin zweithöchsten Stand.

### 2021

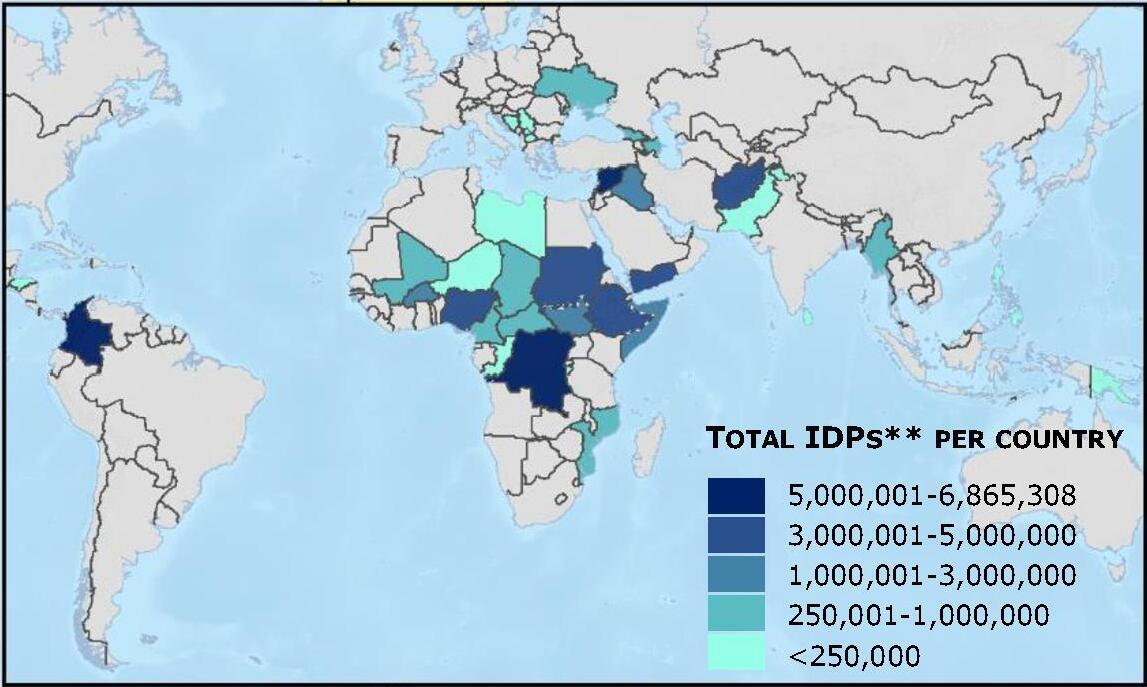
Binnenflüchtlinge (IDPs) im Jahr 2021 nach Staat

2021 stieg die Zahl der intern Vertriebenen auf 59,1 Millionen. Neue Höchstzahlen an Binnenvertriebenen aufgrund von Gewalt und Konflikten wurden 2021 in Äthiopien, der Demokratischen Republik Kongo und Afghanistan erreicht. Katastrophen, darunter mehr als 94 Prozent wetterbedingte Naturkatastrophen, führten bis Ende 2021 zu einem Stand von 23,6 Millionen Binnenvertriebenen und waren damit für mehr als 60 Prozent aller Binnenvertriebenen verantwortlich. Die am schwersten betroffenen Länder waren erneut China, die Philippinen und Indien. In der DR Kongo kam es im Mai zu einem Vulkanausbruch des Nyiragongo nahe Goma, der rund 600.000 Menschen in die Flucht trieb. Die meisten internen Vertreibungen aufgrund von Naturkatastrophen wurden 2021 jedoch durch Stürme und Überschwemmungen verursacht.

### 2022
Für das Jahr 2022 betrug allein die Zahl der aufgrund des russischen Angriffs auf die Ukraine 2022 intern Vertriebenen in der Ukraine laut UNHCR im Mai 2022 mehr als 7 Millionen. Die Anzahl der weltweiten Binnenflüchtlinge erreichte mit 71,1 Millionen nach dem ICDM einen neuen Höchststand. Davon waren 62,5 Millionen durch Gewalt und Konflikte und die restlichen 8,7 Millionen durch Naturkatastrophen wie insbesondere der Überschwemmungskatastrophe in Pakistan verursacht. In Subsahara-Afrika verzeichnete aufgrund von Gewalt und Konflikten laut ICDM die Demokratische Republik Kongo mit 5,69 Millionen die meisten Binnenvertriebenen, gefolgt von Äthiopien (3,85 Mio.), Nigeria (3,65 Mio.), Somalia (3,86 Mio.) und dem Sudan (3,55 Mio.).

### 2023
Ende 2023 stieg die Zahl der Binnenflüchtlinge laut dem IDMC global auf 75,9 Millionen, davon wurden 68,3 Millionen durch Gewalt und Konflikte vertrieben und 7,7 Millionen durch Naturkatastrophen. Die Anzahl der Binnenflüchtlinge durch Gewalt und Konflikte war im Sudan (9,1 Millionen), Syrien (7,2 Millionen) und der Demokratischen Republik Kongo (6,7 Millionen) am höchsten, während es die meisten Binnenflüchtlinge durch Naturkatastrophen in Afghanistan (1,5 Millionen), Pakistan (1,2 Millionen) und Äthiopien (881.000) gab. In den fünf Jahren von 2019 bis 2023 stieg die Anzahl der Binnenflüchtlinge um rund 50 Prozent. Fast die Hälfte der Binnenflüchtlinge weltweit befanden sich in den Ländern Sudan, Syrien, DR Kongo, Kolumbien und Jemen. 2023 stieg die Zahl insbesondere durch neue bzw. weiter eskalierende Konflikte in Äthiopien, in der Demokratischen Republik Kongo, im Sudan, in Palästina und in der Ukraine. Im Vergleich zu 2022 ging jedoch die im Laufe des Jahres verzeichneten internen Vertreibungen aufgrund von Gewalt und Konflikten um 28 Prozent zurück, was vor allem auf weniger Bewegungen in der Ukraine zurückzuführen war.
Eine Rekordzahl an durch Naturkatastrophen Vertriebenen wurde in Nordafrika und dem Nahen Osten verzeichnet, die insbesondere auf eine Reihe verheerender Erdbeben in der Region zurückgingen. Diese umfassten das Erdbeben in der Türkei und Syrien der Magnitude 7,8 am 6. Februar 2023, das rund 4,7 Millionen Personen vertrieb, und das Erdbeben in Marokko der Magnitude 6,8 am 8. September 2023. Die Überschwemmungen am Horn von Afrika verursachten zudem 2,9 Millionen Binnenvertreibungen, jedoch nahm die Anzahl der Vertreibungen durch wetterbedingte Naturkatastrophen global insgesamt im Vergleich zum Vorjahr ab.

### 2024
In der ersten Hälfte des Jahres 2024 hielten die Binnenvertreibungen durch die Kriege im Sudan, im Gazastreifen und in der Ukraine weiterhin an. Der Sudan verzeichnete Ende Juni mit rund 10,6 Millionen die höchste vom IDMC jemals für ein Land verzeichnete Anzahl an Binnenvertriebenen. Betroffen waren vor allem der Bundesstaat al-Dschazira und dessen Hauptstadt Wad Madani sowie die Stadt al-Fāschir in Schamal Darfur. In al-Dschazira kam es zwischen Januar und April zu rund 392.000 Binnenvertreibungen und um al-Fāschir zu rund 329.000 zwischen April und Ende Juni. Ab Ende Juni führten sich in den Bundesstaat Sannar ausbreitende Kämpfe zu schätzungsweise rund 57.000 Binnenvertreibungen. Im Gazastreifen lebten aufgrund des laufenden Krieges Ende Juni rund 1,9 Millionen Menschen als Binnenvertriebene. Im südlich gelegenen Gouvernement Rafah wurden durch eine israelische Militäroffensive im Mai etwa 1,3 Millionen Menschen in die Flucht getrieben. Der Krieg zwischen Russland und der Ukraine führte in der ersten Jahreshälfte zu rund 103.000 Binnenvertreibungen in der Ukraine und etwa 12.200 in Russland. In der Provinz Cabo Delgado in Mosambik, wo es seit 2017 einen islamistischen Aufstand gibt, wurden nach erneuten Konflikten etwa 201.000 interne Vertreibungen verzeichnet. Ende Juni waren etwa 592.000 Menschen in Mosambik Binnenvertriebene. In der Demokratischen Republik Kongo gab es ebenfalls weiterhin Kämpfe im Osten des Landes. In der Provinz Sud-Kivu wurden etwa 185.000 Binnenvertreibungen verzeichnet. In Haiti stiegen interne Vertreibungen durch zunehmende Aktivitäten von kriminellen Banden mit koordinierten Angriffen in Port-au-Prince. In der ersten Jahreshälfte kam es im Land wegen der Gewalt zu einer Rekordzahl von rund 271.000 Fluchtbewegungen. Ende Juni lebten etwa 575.000 Binnenvertriebene in Haiti.
Die verheerendste Naturkatastrophe der ersten Jahreshälfte hinsichtlich Binnenvertreibungen war laut IDMC Zyklon Remal, der im Mai Bangladesch und Indien mit Windgeschwindigkeiten von bis zu 111 km/h traf und etwa 1,1 Millionen bzw. 548.000 Menschen intern vertrieb. In Russland sowie in Kasachstan verursachten zudem Überschwemmungen am Ural im März bis Mai rund 162.000 Binnenvertreibungen. Auch auf der Südhalbkugel kam es zu Flutkatastrophen. Die Überschwemmungen im brasilianischen Rio Grande do Sul führten zu rund 775.000 Binnenvertreibungen und damit zur höchsten Zahl im Land seit Beginn der Datenreihe im Jahr 2008. In der Demokratischen Republik Kongo betrafen Überschwemmungen fast 2,2 Millionen Menschen. 521.000 wurden intern vertrieben, davon 350.000 im Monat Januar. Überschwemmungen am Horn von Afrika in der Regenzeit von April bis Mai führten in Kenia, Somalia und Äthiopien zu insgesamt 473.000 internen Vertreibungen, darunter 293.000 in Kenia.
Ende 2024 betrug die Zahl der Binnenvertriebenen weltweit 83,4 Millionen und war damit auf einem neuen Höchstwert seit Erhebung der Zahlen. Davon wurden 73,5 Millionen durch Gewalt und Konflikte und 9,8 Millionen durch Naturkatastrophen vertrieben, was einem Anstieg gegenüber Ende 2023 von 10 bzw. 29 Prozent entspricht. Die Länder mit den meisten Binnenvertriebenen durch Gewalt und Konflikte waren der Sudan (11,6 Mio.), Syrien (7,4 Mio.), Kolumbien (7,3 Mio.), die Demokratische Republik Kongo (6,2 Mio.) und Jemen (4,8 Mio.). Naturkatastrophen trafen dagegen die Menschen in Afghanistan (1,3 Mio.), dem Tschad (1,2 Mio.), den Philippinen (1 Mio.), Äthiopien (757.000) und Somalia (733.000) am schwersten.

### 2025
Nach Angaben der Vereinten Nationen sind im Osten der Demokratischen Republik Kongo aufgrund eskalierender Kämpfe mit der Bewegung 23. März (M23) in den ersten drei Januarwochen mehr als 400.000 Menschen vertrieben worden. Die von Ruanda unterstützte, militante Gruppe eroberte mehrere Städte und Siedlungen, darunter Masisi und Sake. Laut einem Sprecher des Flüchtlingshilfswerks UNHCR seien ab Mitte Januar auch mehrfach Bomben auf Flüchtlingslager abgeworfen worden.